# Abapeba cayana
Abapeba cayana là một loài nhện thuộc họ Corinnidae.
Đây là loài bản địa của Guyane thuộc Pháp.